# Glio-Oubi jezici
Glio-Oubi jezici, malena jezična podskupina nigersko-kongoanskih jezika koja zajedno s obalno-bjelokosnim i liberijskim jezicima čini dio šire skupine grebo. 
Jedini i istoimeni predstavnik je jezik glio-oubi kojim govori 3.500 ljudi u Liberiji (1991) i 2.500 u Obali Bjelokosti (1991).. 

## Vanjske poveznice
- Ethnologue (14th)
- Ethnologue (15th)